# قائمة البعثات الدبلوماسية الجزائرية

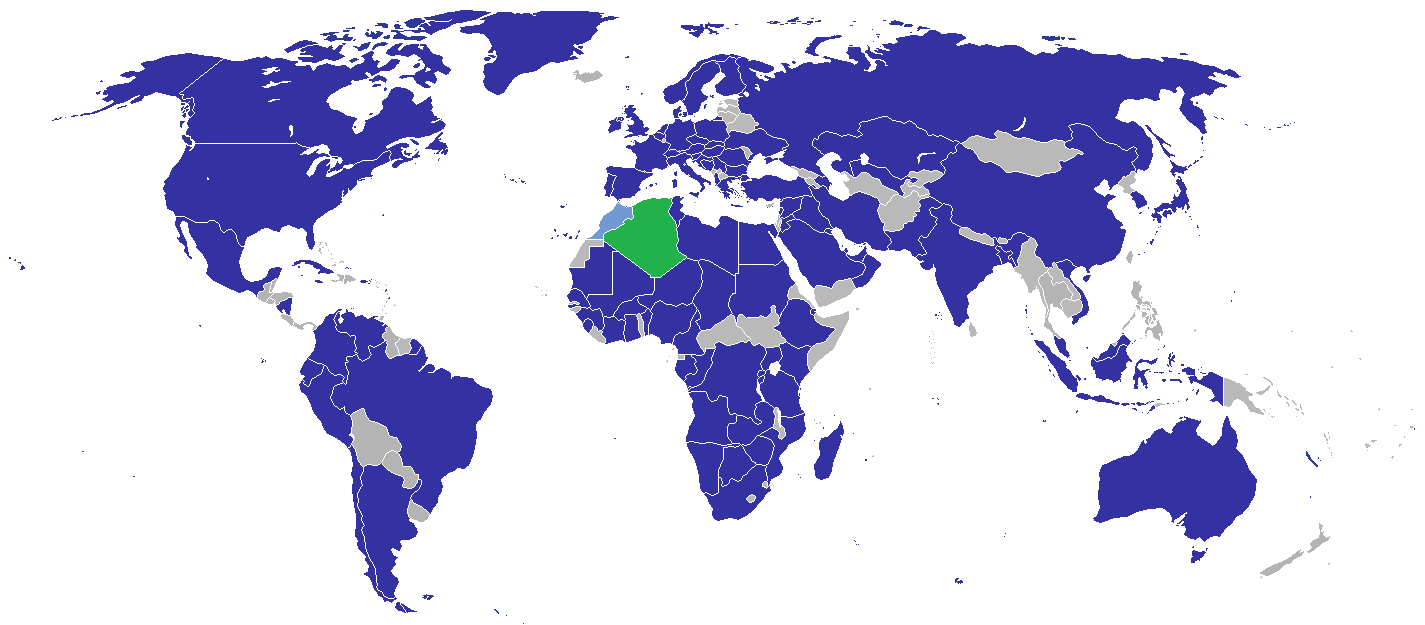
خريطة للتمثيل الدبلوماسي للجزائر

للجزائر وجود دبلوماسي كبير في جميع أنحاء العالم، مع التركيز بشكل خاص على أفريقيا، والشرق الأوسط، والمستعمر السابق فرنسا. الجزائر لديها بعثات دبلوماسية في 83 بلدا في جميع أنحاء العالم.

## أوروبا

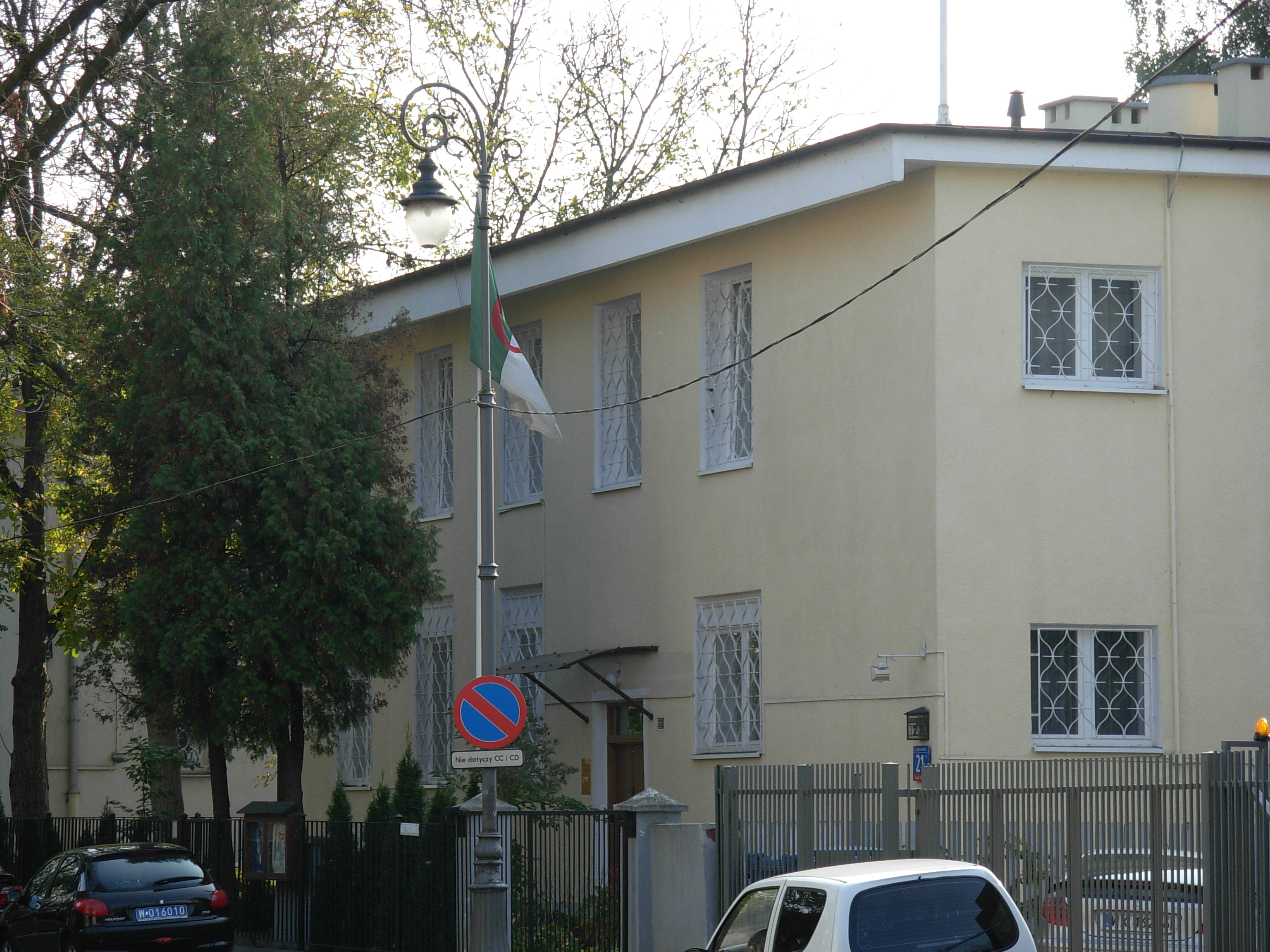
سفارة الجزائر في وارسو

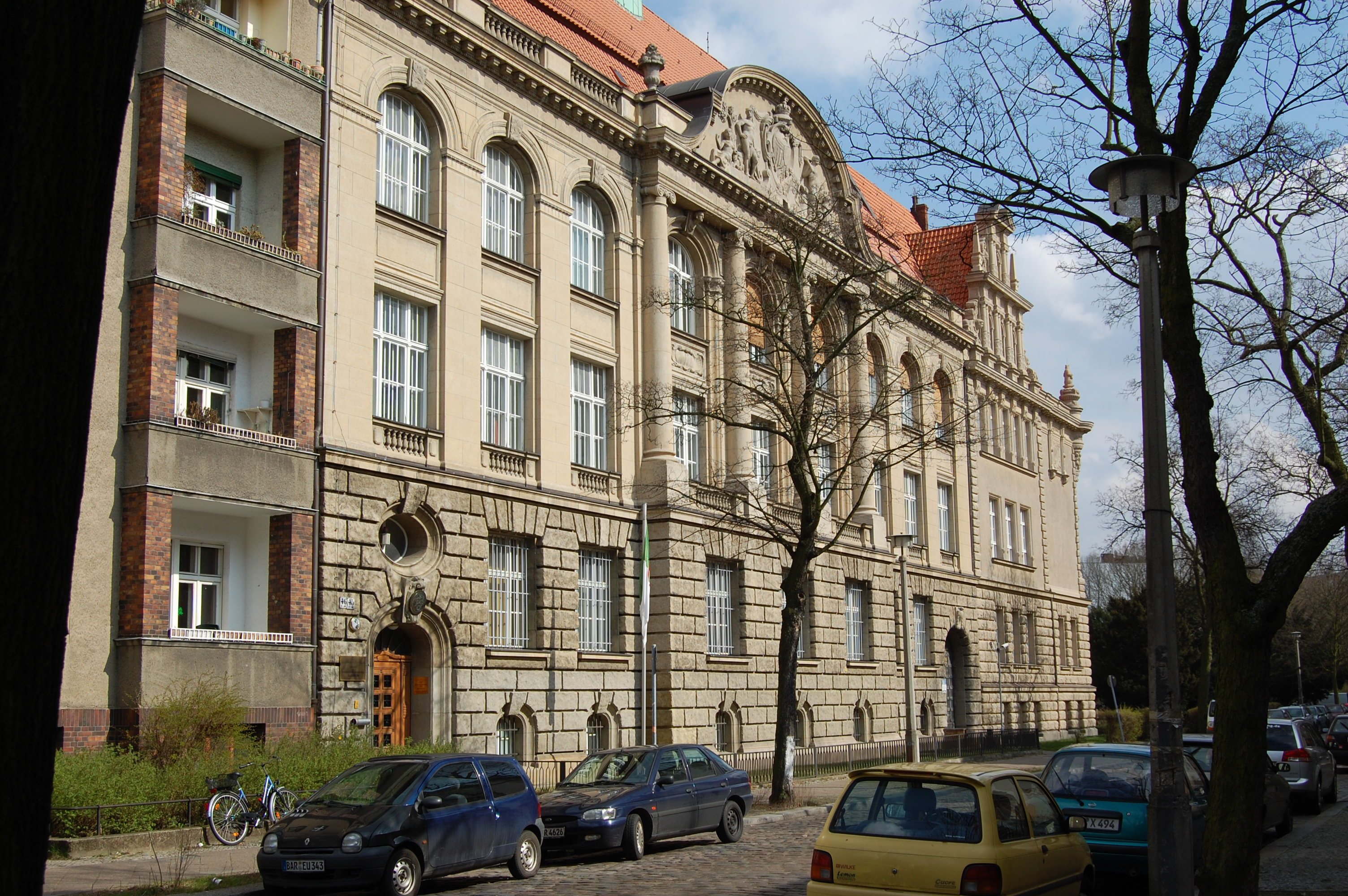
سفارة الجزائر في برلين

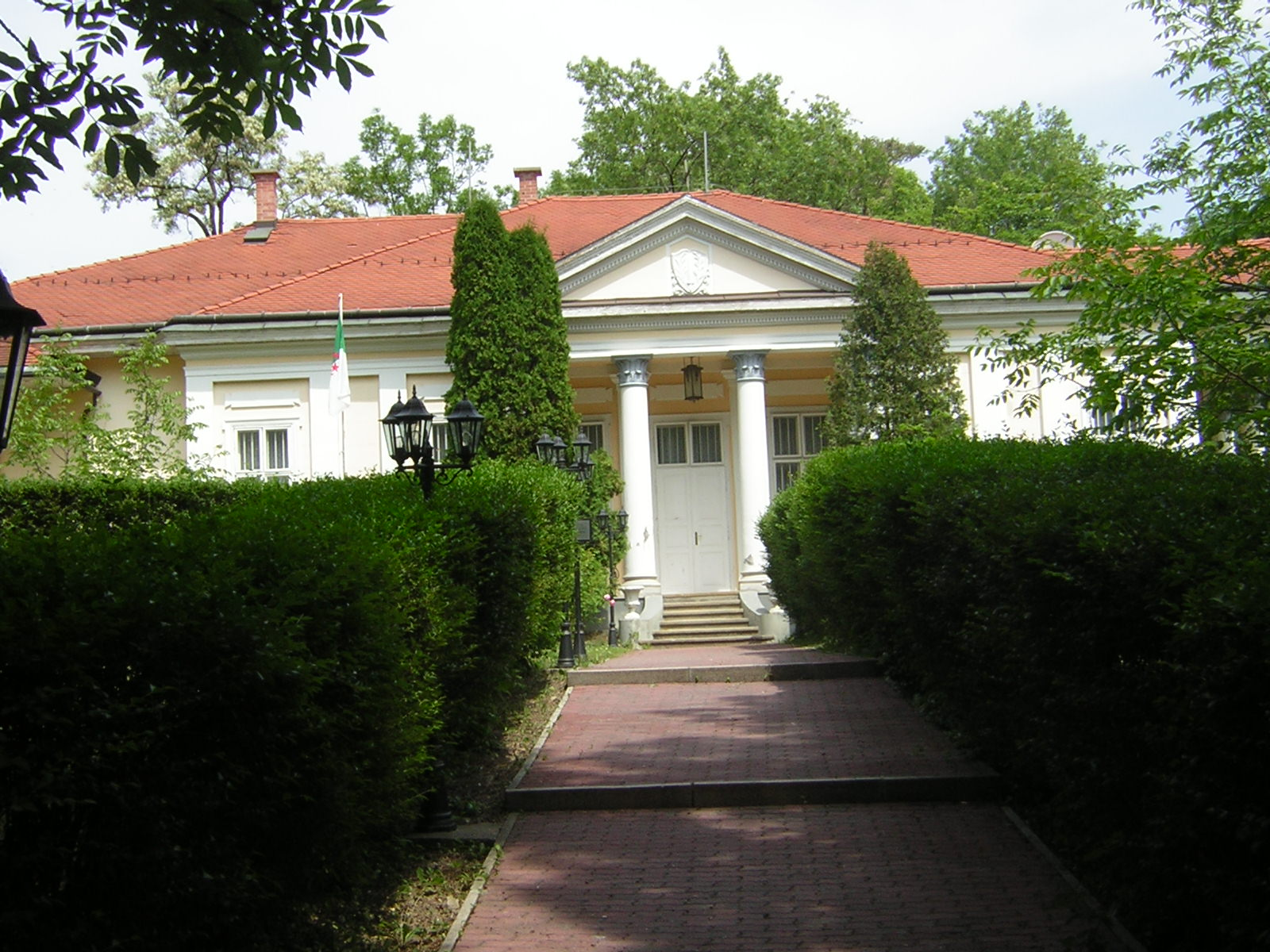
سفارة الجزائر في بودابيست

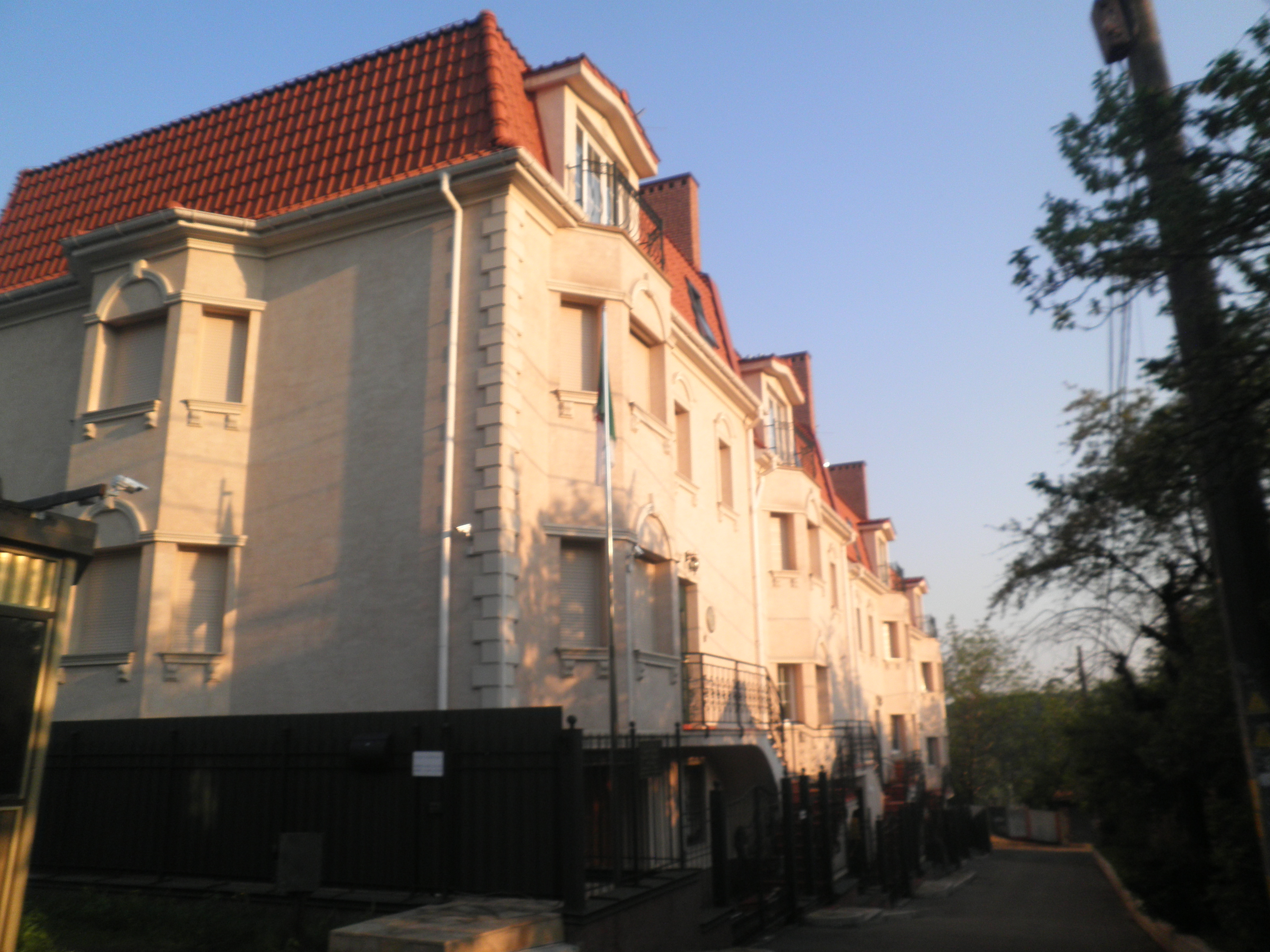
سفارة الجزائر في كييف

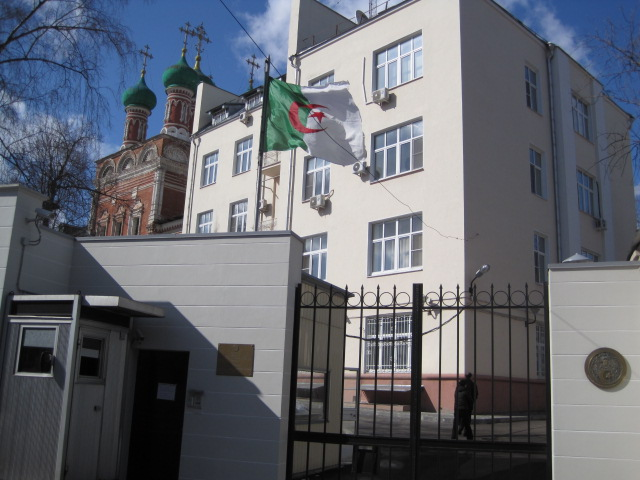
سفارة الجزائر في موسكو

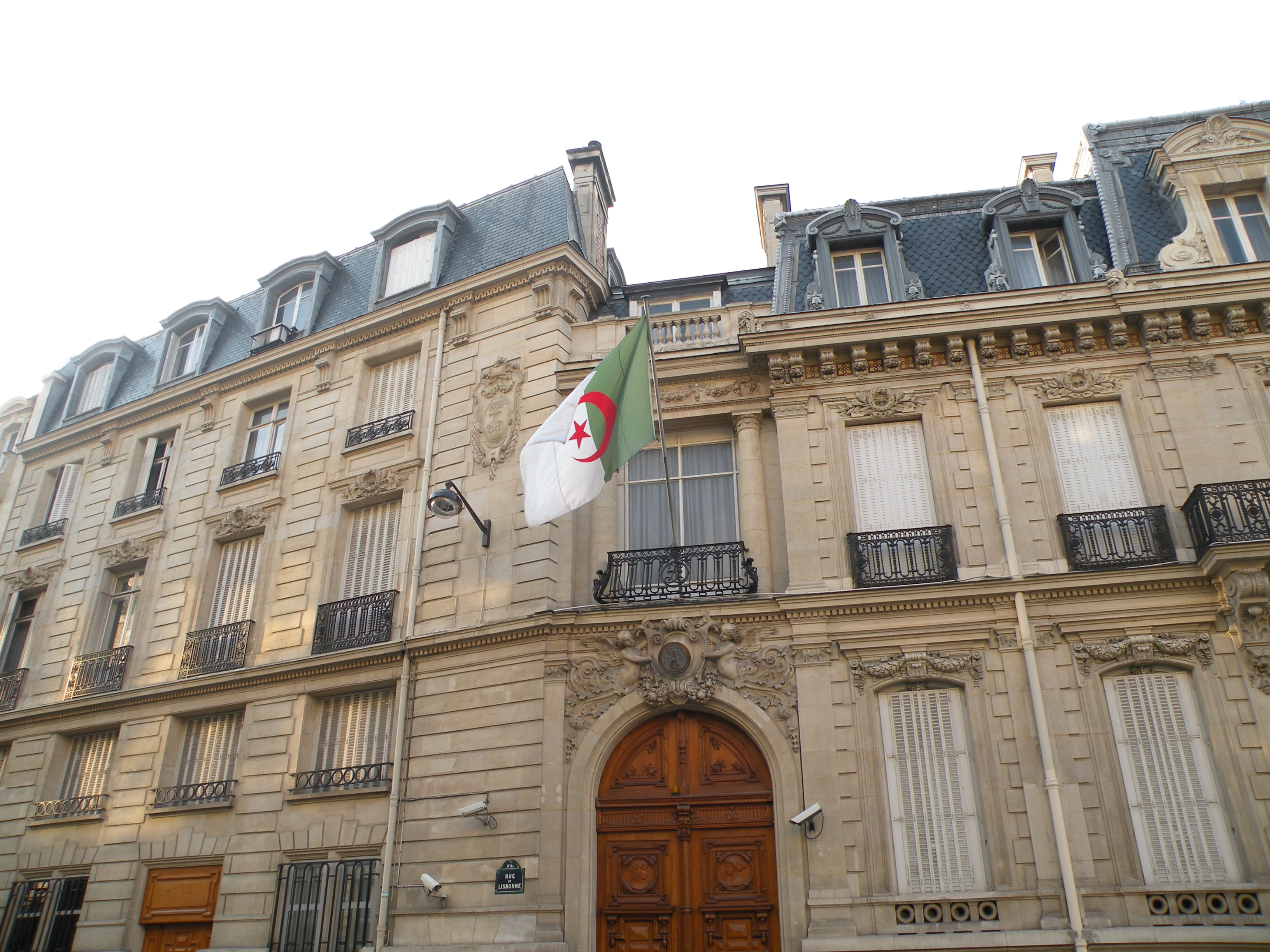
سفارة الجزائر في باريس

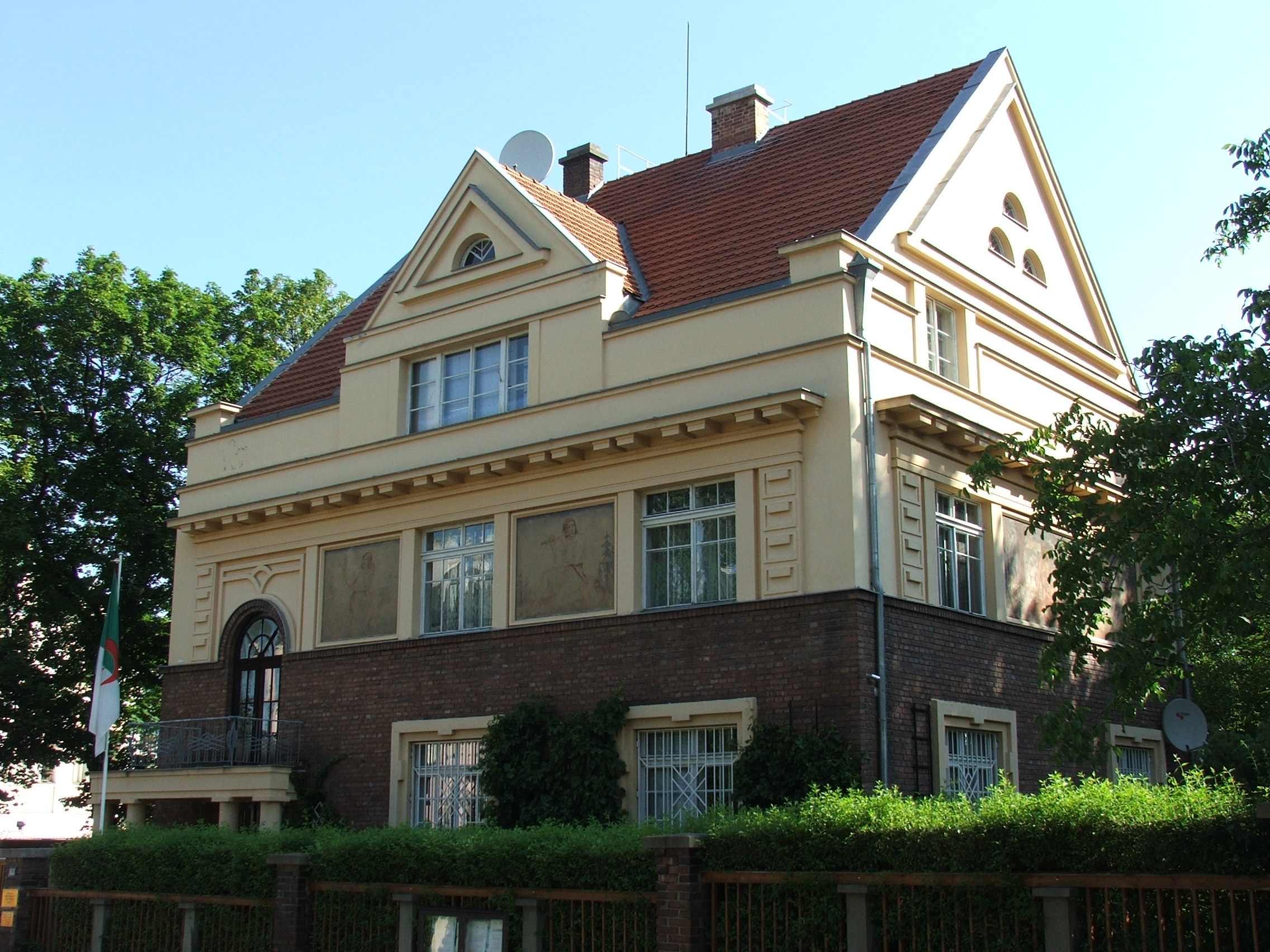
سفارة الجزائر في براغ

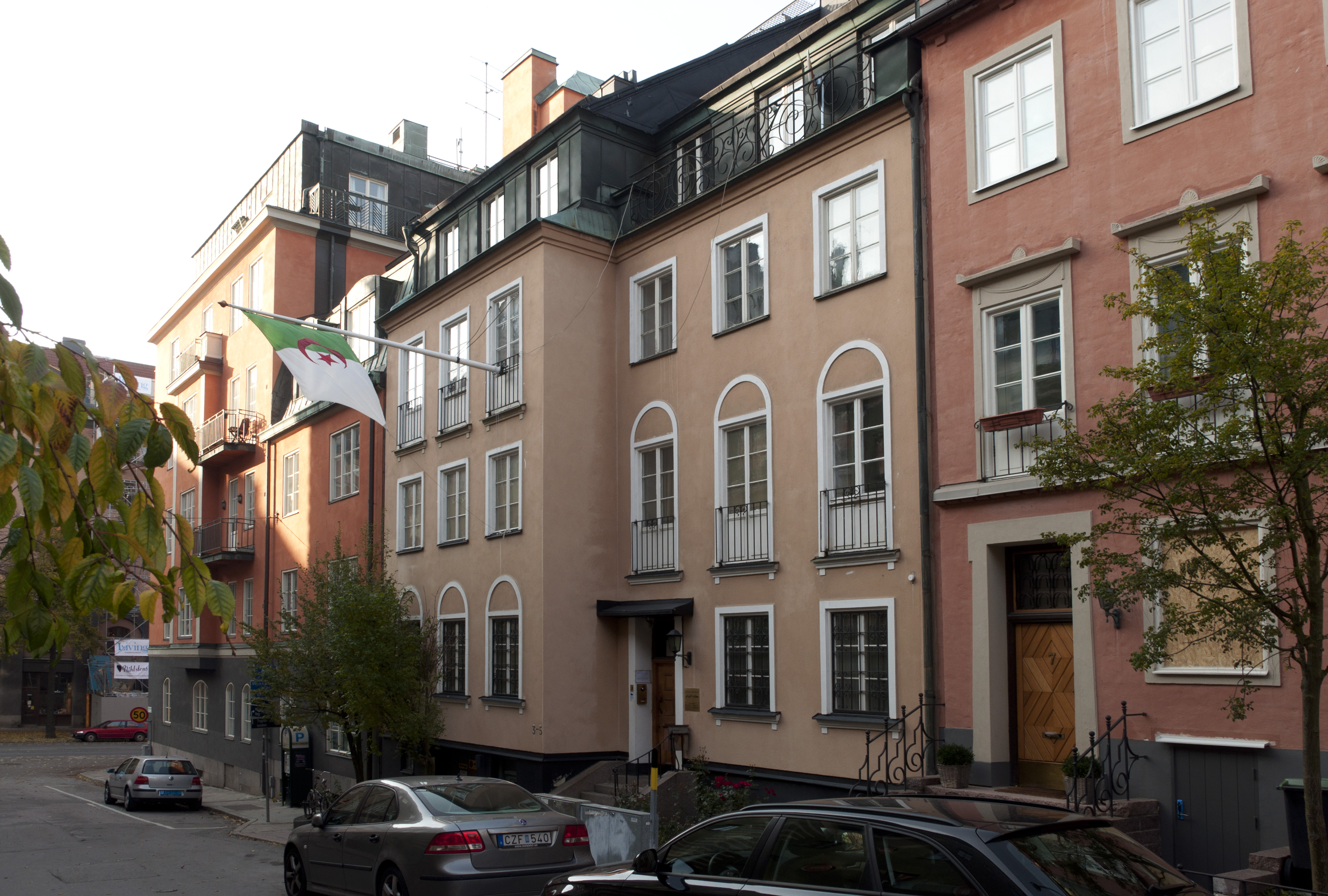
سفارة الجزائر في ستكهولم

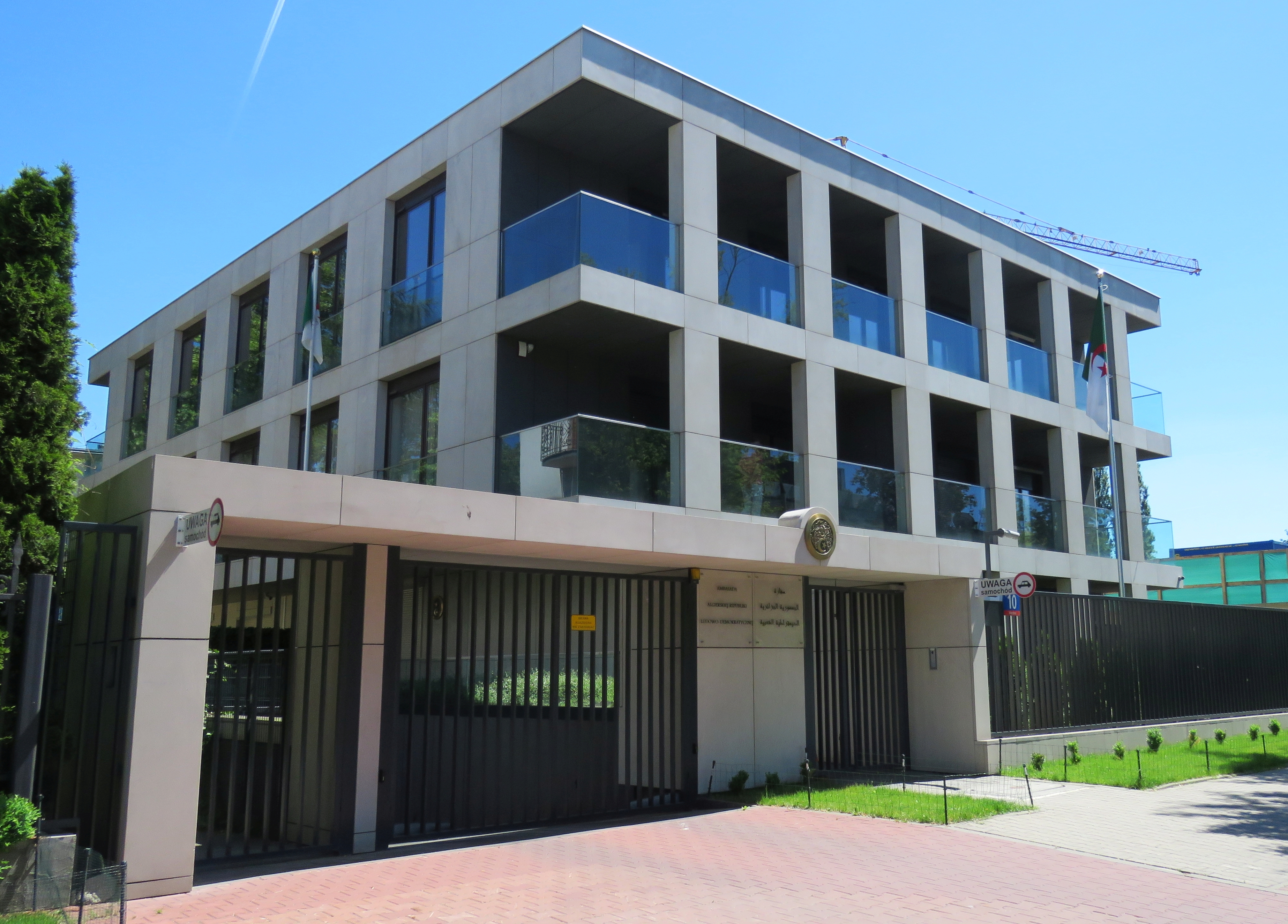
سفارة الجزائر في بولندا

- ألبانيا
  - تيرانا (سفارة)
- النمسا
  - فيينا (سفارة)
- بلجيكا
  - إقليم بروكسل العاصمة (سفارة)
- بلغاريا
  - صوفيا (سفارة)
- كرواتيا
  - زغرب (سفارة)
- جمهورية التشيك
  - براغ (سفارة)
- الدنمارك
  - كوبنهاغن (سفارة)
- فرنسا
  - باريس (سفارة)
  - ليل (مدينة) (قنصلية عامة)
  - ليون (قنصلية عامة)
  - مارسيليا (قنصلية عامة)
  - ستراسبورغ (قنصلية عامة)
  - بيزانسون (قنصلية)
  - بوبيني (قنصلية)
  - بوردو (قنصلية)
  - غرونوبل (قنصلية)
  - ميتز (قنصلية)
  - مونبلييه (قنصلية)
  - نانتير (قنصلية)
  - نانت (قنصلية)
  - نيس (قنصلية)
  - بونتواز (قنصلية)
  - سانت إتيان (قنصلية)
  - تولوز (قنصلية)
  - فيتري-سور-سين (قنصلية)
- ألمانيا
  - برلين (سفارة)
  - بون (Consulate General)
- اليونان
  - أثينا (سفارة)
- المجر
  - بودابست (سفارة)
- إيطاليا
  - روما (سفارة)
  - ميلانو (قنصلية عامة)
  - نابولي (قنصلية)
- هولندا
  - لاهاي (سفارة)
- النرويج
  - أوسلو (سفارة)
- بولندا
  - وارسو (سفارة)
- البرتغال
  - لشبونة (سفارة)
- رومانيا
  - بوخارست (سفارة)
- روسيا
  - موسكو (سفارة)
- صربيا
  - بلغراد (سفارة)
- إسبانيا
  - مدريد (سفارة)
  - أليكانتي (قنصلية عامة)
- السويد
  - ستوكهولم (سفارة)
- سويسرا
  - برن (مدينة) (سفارة)
  - جنيف (قنصلية عامة)
- أوكرانيا
  - كييف (سفارة)
- المملكة المتحدة
  - لندن (سفارة)

## أمريكا الشمالية

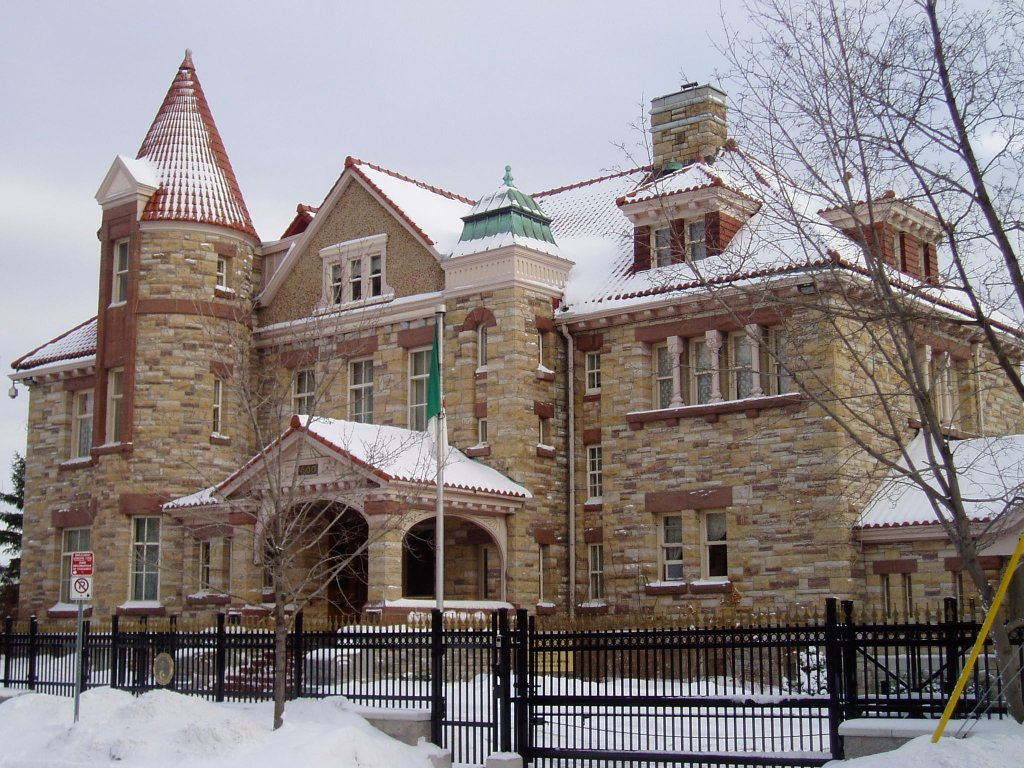
سفارة الجزائر في أوتاوا

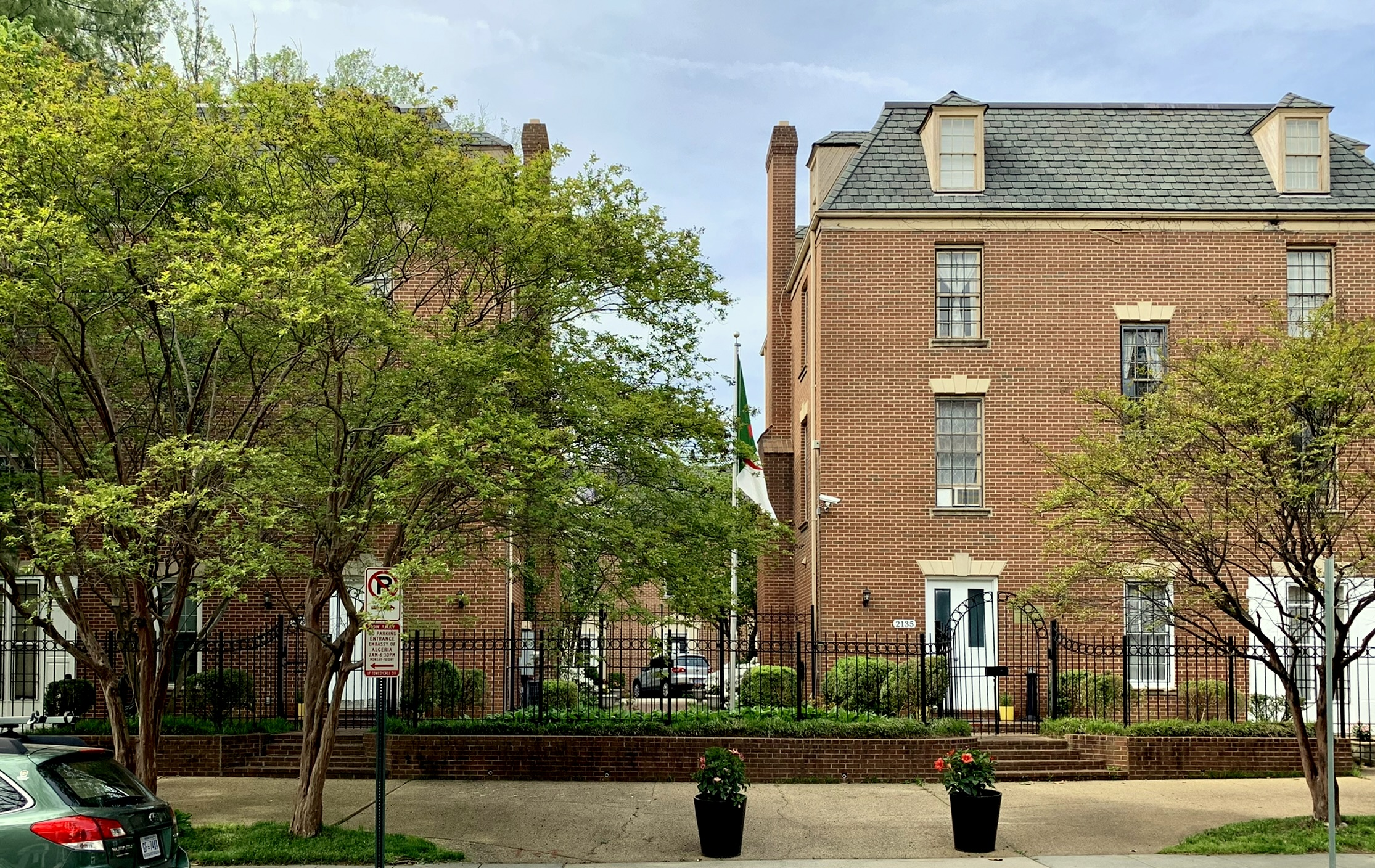
سفارة الجزائر في واشنطن

- كندا
  - أوتاوا (سفارة)
  - مونتريال (قنصلية عامة)
- كوبا
  - هافانا (سفارة)
- المكسيك
  - مدينة مكسيكو (سفارة)
- الولايات المتحدة
  - واشنطن العاصمة (سفارة)
  - نيويورك (ولاية) (قنصلية عامة)

## أمريكا الجنوبية
- الأرجنتين
  - بوينس آيرس (سفارة)
- البرازيل
  - برازيليا (سفارة)
- تشيلي
  - Santiago (سفارة)
- كولومبيا
  - بوغوتا (سفارة)
- البيرو
  - ليما (سفارة)
- فنزويلا
  - كراكاس (سفارة)

## أفريقيا
- أنغولا
  - لواندا (سفارة)
- بوركينا فاسو
  - واغادوغو (سفارة)
- الكاميرون
  - ياوندي (سفارة)
- تشاد
  - انجمينا (سفارة)
- جمهورية الكونغو
  - برازافيل (سفارة)

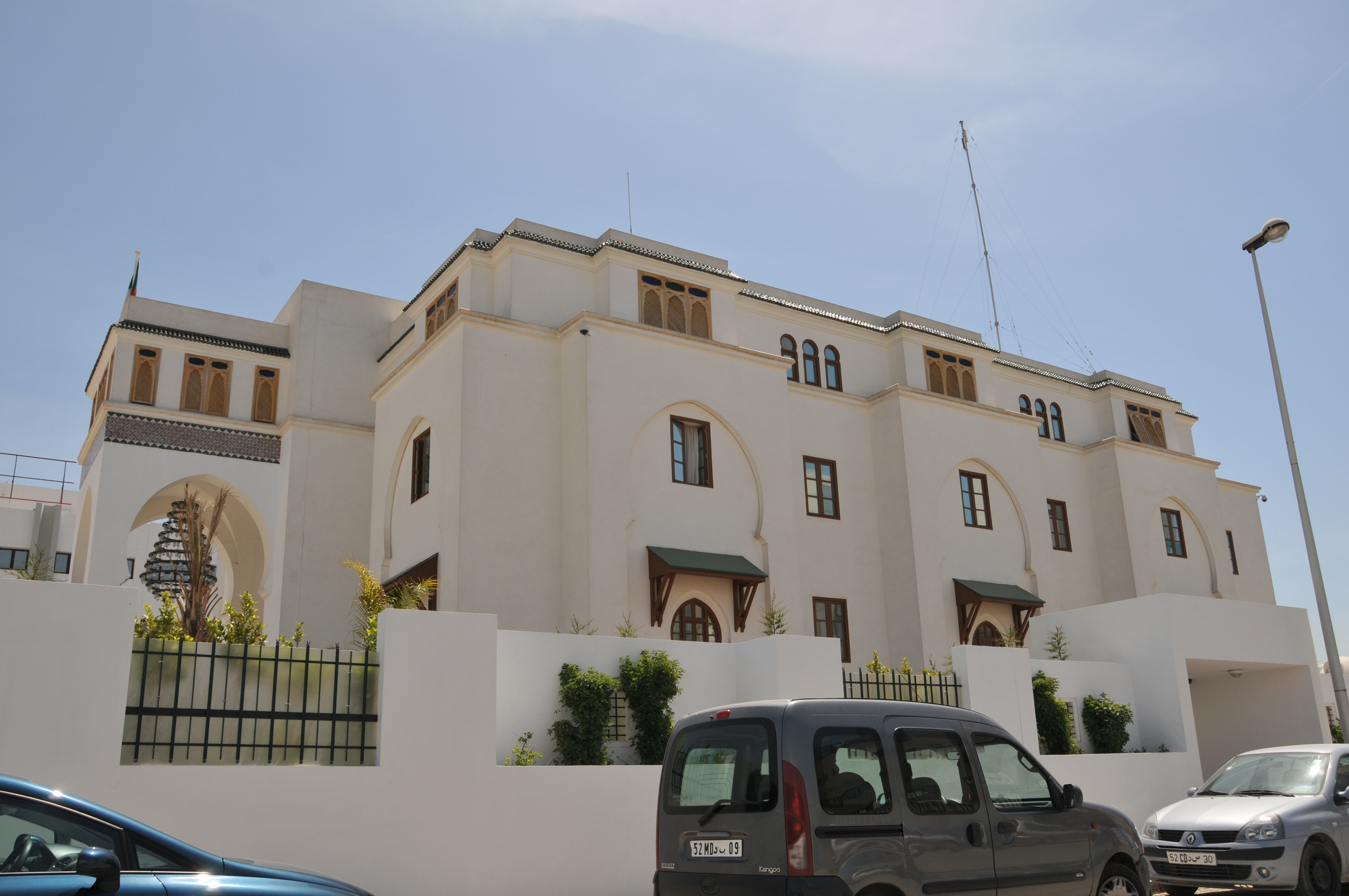
سفارة الجزائر في تونس

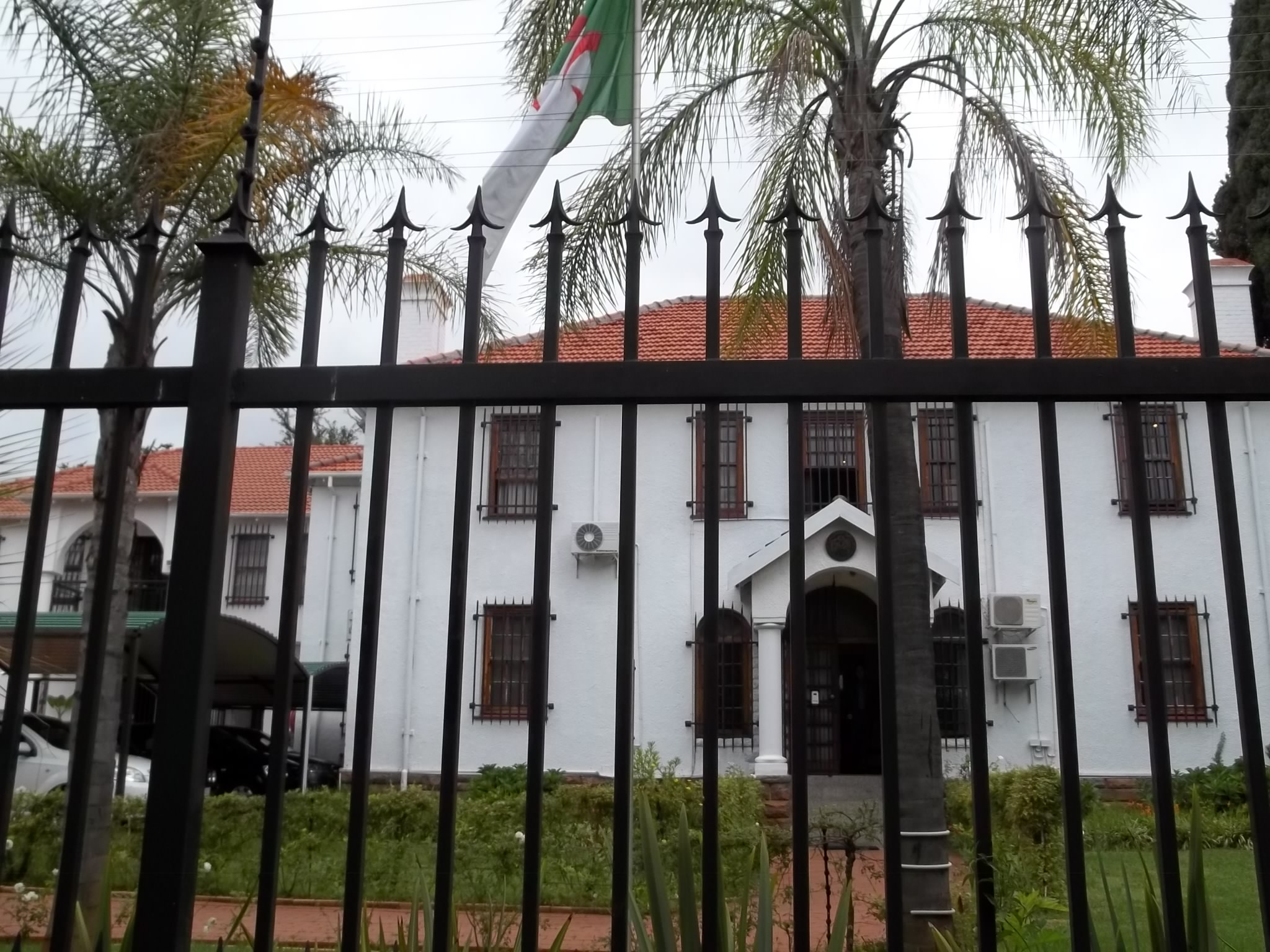
سفارة الجزائر في بريتوريا

- جمهورية الكونغو الديمقراطية
  - كينشاسا (سفارة)
- ساحل العاج
  - أبيدجان (سفارة)
- مصر
  - القاهرة (سفارة)
- إثيوبيا
  - أديس أبابا (سفارة)
- الغابون
  - ليبرفيل (سفارة)
- غانا
  - أكرا (سفارة)
- غينيا
  - كوناكري (سفارة)
- كينيا
  - نيروبي (سفارة)
- ليبيا
  - طرابلس (سفارة)
- مدغشقر
  - أنتاناناريفو (سفارة)
- مالي
  - باماكو (سفارة)
  - غاو (قنصلية)
- موريتانيا
  - نواكشوط (سفارة)
- المغرب
  - الرباط (مدينة) (سفارة)
  - وجدة (قنصلية)
- موزمبيق
  - مابوتو (سفارة)
- ناميبيا
  - ويندهوك (سفارة)
- النيجر
  - نيامي (سفارة)
  - أغاديس (قنصلية)
- نيجيريا
  - أبوجا (سفارة)
- السنغال
  - داكار (سفارة)
- جنوب أفريقيا
  - بريتوريا (سفارة)
- السودان
  - الخرطوم (سفارة)
- تنزانيا
  - دار السلام (تنزانيا) (سفارة)
- تونس
  - تونس (مدينة) (سفارة)
  - قفصة (قنصلية)
  - الكاف (قنصلية)
- أوغندا
  - كامبالا (سفارة)
- زيمبابوي
  - هراري (سفارة)

## آسيا
- البحرين
  - المنامة (سفارة)
- الصين
  - بكين (سفارة)
- الهند
  - نيودلهي (سفارة)
- إندونيسيا
  - جاكارتا (سفارة)
- إيران
  - طهران (سفارة)
- العراق
  - بغداد (سفارة)
- اليابان
  - طوكيو (سفارة)
- الأردن
  - عمان (مدينة) (سفارة)
- كوريا الجنوبية
  - سيئول (سفارة)
- الكويت
  - مدينة الكويت (سفارة)
- لبنان
  - بيروت (سفارة)
- ماليزيا
  - كوالالمبور (سفارة)
- سلطنة عمان
  - مسقط (سفارة)
- باكستان
  - إسلام آباد (سفارة)
- قطر
  - الدوحة (سفارة)
- السعودية
  - الرياض (سفارة)
  - جدة (قنصلية عامة)
- سوريا
  - دمشق (سفارة)
- تركيا
  - أنقرة (سفارة)
  - إسطنبول (قنصلية عامة)
- الإمارات العربية المتحدة
  - أبوظبي (سفارة)
  - إمارة دبي (قنصلية)
- أوزبكستان
  - طشقند (سفارة)
- فيتنام
  - هانوي (سفارة)
- اليمن
  - صنعاء (سفارة)

## أوقيانوسيا
- أستراليا
  - كانبرا (سفارة)

## المنظمات
- - أديس أبابا (بعثة دائمة لدى الاتحاد الأفريقي)
  - القاهرة (بعثة دائمة لدى جامعة الدول العربية)
- الاتحاد الأوروبي
  - إقليم بروكسل العاصمة (بعثة دائمة لدى الاتحاد الأوروبي)
- الأمم المتحدة
  - جنيف (بعثة دائمة لدى الأمم المتحدة ومنظمات دولية أخرى)
  - نيويورك (بعثة دائمة لدى الأمم المتحدة)

## البعثات الدبلوماسية غير المقيمة

### الدول الأفريقية
1. جمهورية إفريقيا الوسطى (ياوندي)
2. سيراليون (كوناكري)
3. توغو (أكرا)
4. ليبيريا (أبيدجان)
5. جزر القمر (دار السلام)
6. غينيا بيساو (داكار)